# Miguel Trauco
Miguel Ángel Trauco Saavedra, född 25 augusti 1992 i Tarapoto, San Martín, Peru, är en peruansk fotbollsspelare som spelar för amerikanska Major League Soccer-klubben San Jose Earthquakes. 

## Klubbkarriär
Den 4 augusti 2019 värvades Trauco av Saint-Étienne, där han skrev på ett treårskontrakt. Sex dagar senare gjorde Trauco sin Ligue 1-debut i en 2–1-vinst över Dijon. Den 2 september 2022 värvades Trauco av Major League Soccer-klubben San Jose Earthquakes, där han skrev på ett kontrakt fram till 2023 med option på ytterligare ett år.

## Landslagskarriär
Trauco debuterade för Perus landslag den 6 augusti 2014 i en 3–0-vinst över Panama, där han blev inbytt i halvlek mot Yoshimar Yotún. Han har varit en del av Perus trupp vid Copa América Centenario, VM i fotboll 2018 och Copa América 2019.